# كأس أوكرانيا 2013–14
كأس أوكرانيا 2013–14 (بالأوكرانية: Кубок України з футболу 2013—2014)‏ هو الموسم 23 من  كأس أوكرانيا. أقيم خلال الفترة 24 يوليو 2013 وحتى 15 مايو 2014، وأشرف على تنظيمه اتحاد أوكرانيا لكرة القدم، وكان عدد الأندية المشاركة فيه  51، وفاز فيه دينامو كييف.